# Duns Tew
Duns Tew is een civil parish in het bestuurlijke gebied Cherwell, in het Engelse graafschap Oxfordshire met 478 inwoners.